# Arabistika
Arabistika je filologický vědní obor, který se zabývá arabským jazykem, arabskou literaturou, kulturou a dějinami Blízkého východu a Afriky. V ČR lze studovat arabistiku – jako hlavní studijní obor – pouze na Filozofické fakultě Univerzity Karlovy v Praze.

## Významní čeští arabisté
- Viktor Bielický
- Rudolf Dvořák
- Eduard Gombár
- Ivan Hrbek
- Luboš Kropáček
- Miloš Mendel
- Alois Musil
- Alois R. Nykl
- Jaroslav Oliverius
- František Ondráš
- Bronislav Ostraňský
- Světozár Pantůček
- Karel Petráček
- Rudolf Růžička
- Felix Tauer
- Rudolf Veselý
- Václav Zelenka